# Vortex (película)
Vortex es una película de drama francesa de 2021 dirigida por Gaspar Noé. La película se proyectó en la sección de estreno de Cannes en el Festival de Cine de Cannes de 2021.

## Reparto
- Dario Argento como Padre
- Françoise Lebrun como Madre
- Alex Lutz como Hijo
- Laurent Aknin
- Jean-Pierre Bouyxou
- Philippe Rouyer

## Sinopsis
La película sigue el día a día de una pareja de octogenarios. Los dos están enfermos. Él padece del corazón y ella empieza a manifestar síntomas de Alzheimer.

## Lanzamiento
En agosto de 2021, la película se vendió a Utopia para su distribución en Estados Unidos. Próximamente se proyecta en el Festival de Cine de Nueva York de 2021.

## Premios
* Fuente: Página de la película en IMDb. 
| Año  | Premio o festival                          | Categoría                              | Nominado         | Resultado |
| ---- | ------------------------------------------ | -------------------------------------- | ---------------- | --------- |
| 2021 | Festival de Cine de Hamburgo               | Premio de la crítica                   | Gaspar Noé       | Ganador   |
| 2021 | Festival Internacional de cine de Gante    | Mejor película                         | Gaspar Noé       | Ganador   |
| 2021 | Festival Internacional de Cine de Locarno  | Premio Variety Piazza Grande           | Gaspar Noé       | Ganador   |
| 2021 | Festival de San Sebastian                  | Premio Zabaltegi-Tabakalera            | Gaspar Noé       | Ganador   |
| 2021 | Festival du Nouveau Cinéma                 | Premio del público a la mejor película | Gaspar Noé       | Ganador   |
| 2021 | Festival Internacional de Cine de Estambul | Tulipán dorado a la mejor película     | Gaspar Noé       | Ganador   |
| 2021 | Festival Internacional de Cine de Estambul | Premio FIPRESCI                        | Gaspar Noé       | Ganador   |
| 2023 | Premios Lumières                           | Mejor realización                      | Gaspar Noé       | Nominado  |
| 2023 | Premios Lumières                           | Mejor actriz                           | Françoise Lebrun | Nominada  |
| 2023 | Premios Lumières                           | Mejor fotografía                       | Benoît Debie     | Nominado  |